# Cucharmoy
Cucharmoy és un municipi francès, situat al departament de Sena i Marne i a la regió de Illa de França. L'any 2007 tenia 237 habitants.
Forma part del cantó de Provins, del districte de Provins i de la Comunitat de comunes del Provinois.

## Demografia

### Població
El 2007 la població de fet de Cucharmoy era de 237 persones. Hi havia 88 famílies, de les quals 28 eren unipersonals (16 homes vivint sols i 12 dones vivint soles), 32 parelles sense fills, 20 parelles amb fills i 8 famílies monoparentals amb fills.
La població ha evolucionat segons el següent gràfic:
Habitants censats

### Habitatges
El 2007 hi havia 118 habitatges, 98 eren l'habitatge principal de la família, 17 eren segones residències i 3 estaven desocupats. 116 eren cases i 2 eren apartaments. Dels 98 habitatges principals, 76 estaven ocupats pels seus propietaris, 22 estaven llogats i ocupats pels llogaters i 1 estava cedit a títol gratuït; 1 tenia una cambra, 7 en tenien dues, 18 en tenien tres, 22 en tenien quatre i 51 en tenien cinc o més. 64 habitatges disposaven pel capbaix d'una plaça de pàrquing. A 47 habitatges hi havia un automòbil i a 48 n'hi havia dos o més.

### Piràmide de població
La piràmide de població per edats i sexe el 2009 era:
| Homes | Edats   | Dones |
| ----- | ------- | ----- |
| 0     | 95 o +  | 0     |
| 0     | 90 a 94 | 4     |
| 0     | 85 a 89 | 8     |
| 0     | 80 a 84 | 0     |
| 4     | 75 a 79 | 4     |
| 0     | 70 a 74 | 0     |
| 8     | 65 a 69 | 4     |
| 4     | 60 a 64 | 4     |
| 8     | 55 a 59 | 0     |
| 4     | 50 a 54 | 8     |
| 12    | 45 a 49 | 4     |
| 8     | 40 a 44 | 16    |
| 12    | 35 a 39 | 12    |
| 16    | 30 a 34 | 0     |
| 8     | 25 a 29 | 12    |
| 8     | 20 a 24 | 12    |
| 8     | 15 a 19 | 8     |
| 20    | 10 a 14 | 8     |
| 12    | 5 a 9   | 4     |
| 4     | 0 a 4   | 4     |

## Economia
El 2007 la població en edat de treballar era de 168 persones, 129 eren actives i 39 eren inactives. De les 129 persones actives 119 estaven ocupades (71 homes i 48 dones) i 10 estaven aturades (4 homes i 6 dones). De les 39 persones inactives 8 estaven jubilades, 18 estaven estudiant i 13 estaven classificades com a «altres inactius».

### Ingressos
El 2009 a Cucharmoy hi havia 98 unitats fiscals que integraven 238,5 persones, la mediana anual d'ingressos fiscals per persona era de 20.038 €.

### Activitats econòmiques
Dels 6 establiments que hi havia el 2007, 1 era d'una empresa de comerç i reparació d'automòbils, 2 d'empreses financeres, 1 d'una empresa immobiliària, 1 d'una empresa de serveis i 1 d'una entitat de l'administració pública.
L'any 2000 a Cucharmoy hi havia 8 explotacions agrícoles que ocupaven un total de 1.352 hectàrees.

## Poblacions més properes
El següent diagrama mostra les poblacions més properes.